# 결합 DNA 인덱스 시스템
CODIS ( Combined DNA Index System )는 연방 수사국에서 만들고 관리하는 미국 국가 DNA 데이터베이스이다. CODIS는 세 가지 수준의 정보로 구성된다. DNA 프로필이 생성되는 LDIS(Local DNA Index System), 주 내 실험실에서 정보를 공유할 수 있는 SDIS(State DNA Index System), 주에서 DNA 정보를 서로 비교할 수 있는 NDIS(National DNA Index System)가 있다.
CODIS 소프트웨어에는 검색 대상 정보 유형에 따라 여러 개의 서로 다른 데이터베이스가 포함되어 있다. 이러한 데이터베이스의 예로는 실종자, 유죄 판결을 받은 범죄자, 범죄 현장에서 수집한 법의학 샘플이 있다. 각 주와 연방 시스템은 데이터베이스에 포함된 정보의 수집, 업로드 및 분석에 대해 서로 다른 법률을 가지고 있다. 그러나 개인 정보 보호를 위해 CODIS 데이터베이스에는 DNA 프로필과 관련된 이름과 같은 개인 식별 정보가 포함되어 있지 않는다. 업로드 대행사는 샘플에 대한 조회수를 통보받으며 해당 법률에 따라 개인 정보 보급을 담당한다.